# شرک (فرنچایز)
شرک (انگلیسی: Shrek) یک فرنچایز رسانه‌ای آمریکایی است که توسط دریم‌ورکس انیمیشن ساخته شده‌است و تا حدودی از کتاب مصور سال ۱۹۹۰، شرک! اثر ویلیام استیگ اقتباس شده‌است.  این مجموعه عمدتاً به داستان یک دیو بدخلق اما مهربان به‌نام شرک می‌پردازد که با اکراه درخواست نجات یک شاهزاده خانم را می‌پذیرد. در نتیجه او دوستانی پیدا می‌کند و به ماجراجویی‌های بعدی در دنیای افسانه‌ای می‌پردازد.
این فرنچایز شامل چهار فیلم پویانمایی است: شرک (۲۰۰۱)، شرک ۲ (۲۰۰۴)، شرک ۳ (۲۰۰۷) و شرک برای همیشه (۲۰۱۰) است. همچنین فیلمی چهار بعدی به‌نام شرک: روح لرد فارکواد در سال ۲۰۰۳ منتشر شد. دو ویژه برنامهٔ تلویزیونی شرک در کریسمس (۲۰۰۷) در ژانر کریسمسی و شرک در هالووین (۲۰۱۰) در ژانر هالووینی بر اساس این شخصیت ساخته شده‌است. فیلمی اسپین‌آف به‌نام گربه چکمه‌پوش در اکتبر ۲۰۱۱ اکران شد و همچنین تئاتری موزیکال برای این شخصیت در برادوی به روی صحنه رفت.
نیویورک تایمز در سال ۲۰۱۰ شخصیت‌های اصلی شرک را «به‌طرز درخشانی محقق‌یافته» توصیف کرد و گفت: «نزدیک به یک دهه پس از اولین فیلم شرک، آن‌ها مانند هر شخصیتی در تاریخچهٔ انیمیشن، ترکیبی حیاتی و جذاب از تصویر، خصوصیات اخلاقی و صدا هستند.» این مجموعه با موفقیت تجاری همراه بود و هفدهمین فرنچایز سینمایی پرفروش و دومین فرنچایز انیمیشنی پرفروش تاریخ است.

## فیلم‌ها
| فیلم                     | تاریخ اکران    | کارگردان                              | فیلم‌نامه‌نویسان                                            | داستان                                               | تهیه‌کننده(ها)                               |
| مجموعهٔ اصلی              | مجموعهٔ اصلی    | مجموعهٔ اصلی                           | مجموعهٔ اصلی                                               | مجموعهٔ اصلی                                          | مجموعهٔ اصلی                                 |
| ------------------------ | -------------- | ------------------------------------- | --------------------------------------------------------- | ---------------------------------------------------- | ------------------------------------------- |
| شرک                      | ۱۸ مه ۲۰۰۱     | اندرو آدامسون و ویکی جنسون            | تد الیوت، تری روسیو، جو استیلمن و راجر اس. اچ. شولمن      | تد الیوت، تری روسیو، جو استیلمن و راجر اس. اچ. شولمن | آرون وارنر، جان اچ. ویلیامز و جفری کاتزنبرگ |
| شرک ۲                    | ۱۹ مه ۲۰۰۴     | اندرو آدامسون, کلی اشبری و کنراد ورنن | اندرو آدامسون، جو استیلمن، جی دیوید استم و دیوید ان. وایس | اندرو آدامسون                                        | آرون وارنر، دیوید لیپمن و جان اچ. ویلیامز   |
| شرک ۳                    | ۱۸ مه ۲۰۰۷     | کریس میلر                             | جفری پرایس، پیتر اس. سیمن، کریس میلر و آرون وارنر         | اندرو آدامسون                                        | آرون وارنر                                  |
| شرک برای همیشه           | ۲۱ مه ۲۰۱۰     | مایک میچل                             | جاش کلاوسنر و دارن لمکه                                   | جاش کلاوسنر و دارن لمکه                              | جینا شی و تریسا چنگ                         |
| اسپین‌آف‌ها                |                |                                       |                                                           |                                                      |                                             |
| گربه چکمه‌پوش             | ۲۸ اکتبر ۲۰۱۱  | کریس میلر                             | تام ویلر                                                  | برایان لینچ، ویل دیویس و تام ویلر                    | جو ام آگیلار و لطیف اوائو                   |
| گربه چکمه‌پوش: آخرین آرزو | ۲۱ دسامبر ۲۰۲۲ | جوئل کرافورد                          | پال فیشر و تامی سوردلو                                    | تامی سوردلو و تام ویلر                               | مارک سوئیفت                                 |

## بازخورد

### فروش در گیشه
| فیلم | تاریخ اکران    | فروش گیشه      | فروش گیشه      | فروش گیشه      | رتبه‌بندی گیشه         | رتبه‌بندی گیشه | بودجه           | منا.        |
| فیلم | تاریخ اکران    | آمریکای شمالی  | دیگر مناطق     | جهان           | ایالات متحده و کانادا | جهان          | بودجه           | منا.        |
| مجموعهٔ اصلی                                                                                               | مجموعهٔ اصلی    | مجموعهٔ اصلی    | مجموعهٔ اصلی    | مجموعهٔ اصلی    | مجموعهٔ اصلی           | مجموعهٔ اصلی   | مجموعهٔ اصلی     | مجموعهٔ اصلی |
| --- | -------------- | -------------- | -------------- | -------------- | --------------------- | ------------- | --------------- | ----------- |
| شرک | ۱۸ مه ۲۰۰۱     | $۲۶۷٬۶۶۵٬۰۱۱   | $۲۱۶٬۷۴۴٬۲۰۷   | $۴۸۷٬۸۵۳٬۳۲۰   | #۶۷ (#۱۱۰(A))         | #۱۲۷          | ۶۰ میلیون دلار  | [ ۴ ]       |
| شرک ۲ | ۱۹ مه ۲۰۰۴     | $۴۴۱٬۲۲۶٬۲۴۷   | $۴۸۷٬۵۳۴٬۵۲۳   | $۹۲۸٬۷۶۰٬۷۷۰   | #8 (#۳۲(A))           | #۲۹           | ۱۵۰ میلیون دلار | [ ۵ ]       |
| شرک ۳ | ۱۸ مه ۲۰۰۷     | $۳۲۲٬۷۱۹٬۹۴۴   | $۴۹۰٬۶۴۷٬۴۳۶   | $۸۱۳٬۳۶۷٬۳۸۰   | #۳۲ (#۱۱۱(A))         | #۴۴           | ۱۶۰ میلیون دلار | [ ۶ ]       |
| شرک برای همیشه                                                                                            | ۲۱ مه ۲۰۱۰     | $۲۳۸٬۷۳۶٬۷۸۷   | $۵۱۳٬۸۶۴٬۰۸۰   | $۷۵۲٬۶۰۰٬۸۶۷   | #۹۱                   | #۵۲           | ۱۶۵ میلیون دلار | [ ۷ ]       |
| اسپین‌آف                                                                                                   |                |                |                |                |                       |               |                 |             |
| گربه چکمه‌پوش                                                                                              | ۲۸ اکتبر ۲۰۱۱  | $۱۴۹٬۲۶۰٬۵۰۴   | $۴۰۵٬۷۲۶٬۹۷۳   | $۵۵۴٬۹۸۷٬۴۷۷   | #۲۵۳                  | #۹۷           | ۱۳۰ میلیون دلار | [ ۸ ]       |
| گربه چکمه‌پوش: آخرین آرزو                                                                                  | ۲۱ دسامبر ۲۰۲۲ | $۱۴۱٬۳۳۹٬۰۵۵   | $۱۹۵٬۰۱۲٬۰۰۰   | $۳۳۶٬۳۵۱٬۰۵۵   |                       |               | ۹۰ میلیون دلار  | [ ۹ ]       |
| کل | کل             | $۱,۵۶۰,۹۴۷,۵۴۸ | $۲,۳۱۲,۹۷۳,۳۲۱ | $۳,۸۷۳,۹۲۰,۸۶۹ | #۶                    | #۸            | ۷۵۵ میلیون دلار | [ ۱۰ ]      |
| فهرست اندیکاتور(‌ها) - (A) نمایانگر مجموع تعدیل‌شده بر اساس قیمت بلیط فعلی (محاسبه شد توسط باکس آفیس موجو). |                |                |                |                |                       |               |                 |             |

### بازخورد منتقدان و تماشاگران
| فیلم                     | انتقادی       | انتقادی     | عموم        |
| فیلم                     | راتن تومیتوز  | متاکریتیک   | سینماسکور   |
| مجموعهٔ اصلی              | مجموعهٔ اصلی   | مجموعهٔ اصلی | مجموعهٔ اصلی |
| ------------------------ | ------------- | ----------- | ----------- |
| شرک                      | ۸۸٪ (۲۱۳ نقد) | ۸۴ (۳۴ نقد) | A           |
| شرک ۲                    | ۸۹٪ (۲۳۹ نقد) | ۷۵ (۴۰ نقد) | A           |
| شرک ۳                    | ۴۱٪ (۲۱۰ نقد) | ۵۸ (۳۵ نقد) | B+          |
| شرک برای همیشه           | ۵۸٪ (۱۹۸ نقد) | ۵۸ (۳۵ نقد) | A           |
| اسپین آف                 |               |             |             |
| گربه چکمه‌پوش             | ۸۶٪ (۱۵۳ نقد) | ۶۵ (۲۴ نقد) | A−          |
| گربه چکمه‌پوش: آخرین آرزو | ۹۶٪ (۱۳۵ نقد) | ۷۵ (۲۱ نقد) | A           |

### جوایز اسکار
| جایزه                   | مجموعهٔ اصلی | مجموعهٔ اصلی | مجموعهٔ اصلی | مجموعهٔ اصلی    | اسپین‌آف      | اسپین‌آف                  |
| جایزه                   | شرک         | شرک ۲       | شرک ۳       | شرک برای همیشه | گربه چکمه‌پوش | گربه چکمه‌پوش: آخرین آرزو |
| ----------------------- | ----------- | ----------- | ----------- | -------------- | ------------ | ------------------------ |
| بهترین فیلم‌نامه اقتباسی | نامزدشده    | هیچ         | هیچ         | هیچ            | هیچ          | هیچ                      |
| بهترین فیلم پویانمایی   | برنده       | نامزدشده    | هیچ         | هیچ            | نامزدشده     | نامزدشده                 |
| بهترین ترانه            | هیچ         | نامزدشده    | هیچ         | هیچ            | هیچ          | هیچ                      |